# Beatrice di Tenda
A Beatrice di Tenda Vincenzo Bellini 1833. március 16-án, Velencében bemutatott kétfelvonásos operája. A darab az ősbemutatón megbukott, ezért Bellini módosított az opera záróképén: eredetileg a címszereplő cebalettájával ért véget az opera, ennek helyébe a zeneszerző később egy kettőst írt Orombello és Beatrice számára. A darab 1959-es palermói újra-felfedezésekor a karmester, Vittorio Guio, egy másik módosítást hajtott végre: megrövidítve visszaállította a cabalettát, majd egy beiktatott kórusjelenettel zárta le az operát. Ma általában a Beatrice–Orombello kettőssel zárják az operát a különböző előadásokon.

## Az opera szereplői
| Szereplő                                                                  | Hangfekvés       |
| ------------------------------------------------------------------------- | ---------------- |
| Beatrice de Lascari, Tenda hercegnője, Facino Cane özvegye                | koloratúrszoprán |
| Agnese del Mainio                                                         | mezzoszoprán     |
| Filippo Maria Visconti, Milánó hercege                                    | bariton          |
| Orombello, Ventimiglia lordja, Beatrice titkos imádója                    | tenor            |
| Anichino, Orombello barátja, Milánó korábbi hercege, Beatrice előző férje | tenor            |
| Rizzardo del Maino, Agnes bátyja, Filippo bizalmasa                       | tenor            |

- Történik: 1418-ban, a Milánó melletti Binasco várában

## Az opera cselekménye

### I. felvonás
Filippo hatalma és vagyona biztosítása érdekében feleségül akarja venni a korábbi milánói herceg feleségét. Beatrice azonban Orombellóba szerelmes, akitől névtelen levélben kéri, hogy mentse meg őt a herceg zaklatásaitól. Orombellót a nevelője és Anichino óvatosságra inti. A férfi azt hiszi, hogy Agnese írta a levelet, ezért felkeresi. Mikor kiderül, hogy ez nem igaz, Agnese bosszút esküszik Beatrice ellen, aki közben a herceg felesége lett. Filippo durván bánik új feleségével, és nem sokkal az esküvő után összeesküvéssel vádolja meg. Az asszony tagadja a vádakat: ha a férfi életére törne, nem emelte volna maga mellé a trónra. A hercegnő előző férje szobra előtt találkozik Orombellóval, aki hűségéről biztosítja. Találkájukat Filippo és Agnese zavarja meg. Beatrice hiába bizonygatja ártatlanságát, Orombellóval együtt börtönbe vetik.

### II. felvonás
A tárgyalóteremben mindenki biztos a vádlott halálbüntetésében. Elővezetik a kínvallatástól legyengült Orombellót. Agnesét fűti a bosszúvágy, de egyre jobban szánja úrnőjét. Anichino határozottan tiltakozik a halálbüntetés ellen, de Filippo meginghatatlannak látszik döntésében. Anichino figyelmezteti a herceget, hogy a nép ellene van. Filippo erre bezáratja a kapukat, majd lefolytatja a tárgyalást. Hűtlenséggel és árulással vádolja Beatricét. Orombello a kínpadon vallott, de most visszavonja vallomását. Filippo már hajlana a kegyelemre, amikor hozzák a hírt a lázadásról. Ez pecsételi meg a vádlottak sorsát: a herceg a hír hallatára aláírja a halálos ítéletet. A siralomházban egykori udvarhölgyei siratják Beatricét, aki méltósággal néz szembe as halállal. Agnese bevallja neki, hogy ő vádolta be a  herceg előtt, mert szerelmes volt Orombellóba. Beatrice vérpadra vonulásával ér véget az opera.

## Hangfelvételek
Beatrice – Joan Sutherland, Filippo – Cornelius Opthof, Agnese – Josephine Veasy, Orombello – Luciano Pavarotti, Anichino – Jospeph Ward, Rizzardo – Joseh Ward. Közreműködik: a Londoni Szimfonikus Zenekar, az Ambrosian operakórus, vezényel: Richard Bonynge. A felvétel helye és ideje: Walthamstow Assembly Hall, 1966. Élő előadás-felvétel. A kiadás éve: 1980. DECCA 433 706-2 2 CD ADD Stereo